# Vivaro Romano
Vivaro Romano – miejscowość i gmina we Włoszech, w regionie Lacjum, w prowincji Rzym.
Według danych na rok 2004 gminę zamieszkiwały 194 osoby (16,2 os./km²).